# Vernon W. Thomson
Vernon Wallace Thomson, född 5 november 1905 i Richland Center, Wisconsin, död 2 april 1988 i Washington, D.C., var en amerikansk republikansk politiker. Han var guvernör i delstaten Wisconsin 1957–1959. Han representerade Wisconsins 3:e distrikt i USA:s representanthus 1961–1975.
Thomson avlade 1932 juristexamen vid University of Wisconsin–Madison. Han gifte sig 6 juni 1936 med Helen Davis. Paret fick tre barn.
Thomson var borgmästare i Richland Center 1944–1951. Han var därefter delstatens justitieminister (Wisconsin Attorney General) 1951–1957. Thomson besegrade William Proxmire i guvernörsvalet 1956. Han kandiderade två år senare till omval men förlorade mot Gaylord Nelson.
Thomson efterträdde 1961 Gardner R. Withrow som kongressledamot. Han besegrades i kongressvalet 1974 av demokraten Alvin Baldus.
Thomsons grav finns på Richland Center Cemetery i Richland County, Wisconsin.